# Porricondyla dilatata
Porricondyla dilatata är en tvåvingeart som beskrevs av Ephraim Porter Felt 1908. Porricondyla dilatata ingår i släktet Porricondyla och familjen gallmyggor.
Artens utbredningsområde är New York. Inga underarter finns listade i Catalogue of Life.